# Catheux
Catheux est une commune française située dans le département de l'Oise, en région Hauts-de-France.
Ses habitants sont appelés les Cathensiens.

## Géographie

### Description
Catheux est un village rural situé dans une vallée du Plateau Picard, située sensiblement entre Beauvais et Amiens, en limite du vallon de la Celle (appelée Selle dans le département de la Somme), accessible par la sortie  16 de l'autoroute A16.
Au  début du XIXe siècle, Louis Graves indiquait que le territoire communal « est très tourmenté ; neuf vallons iy ravins le traversent et se réunissent vers le nord-est, formant la vallée de la petite rivière de Selle, qui a ses sources dans le village même ».

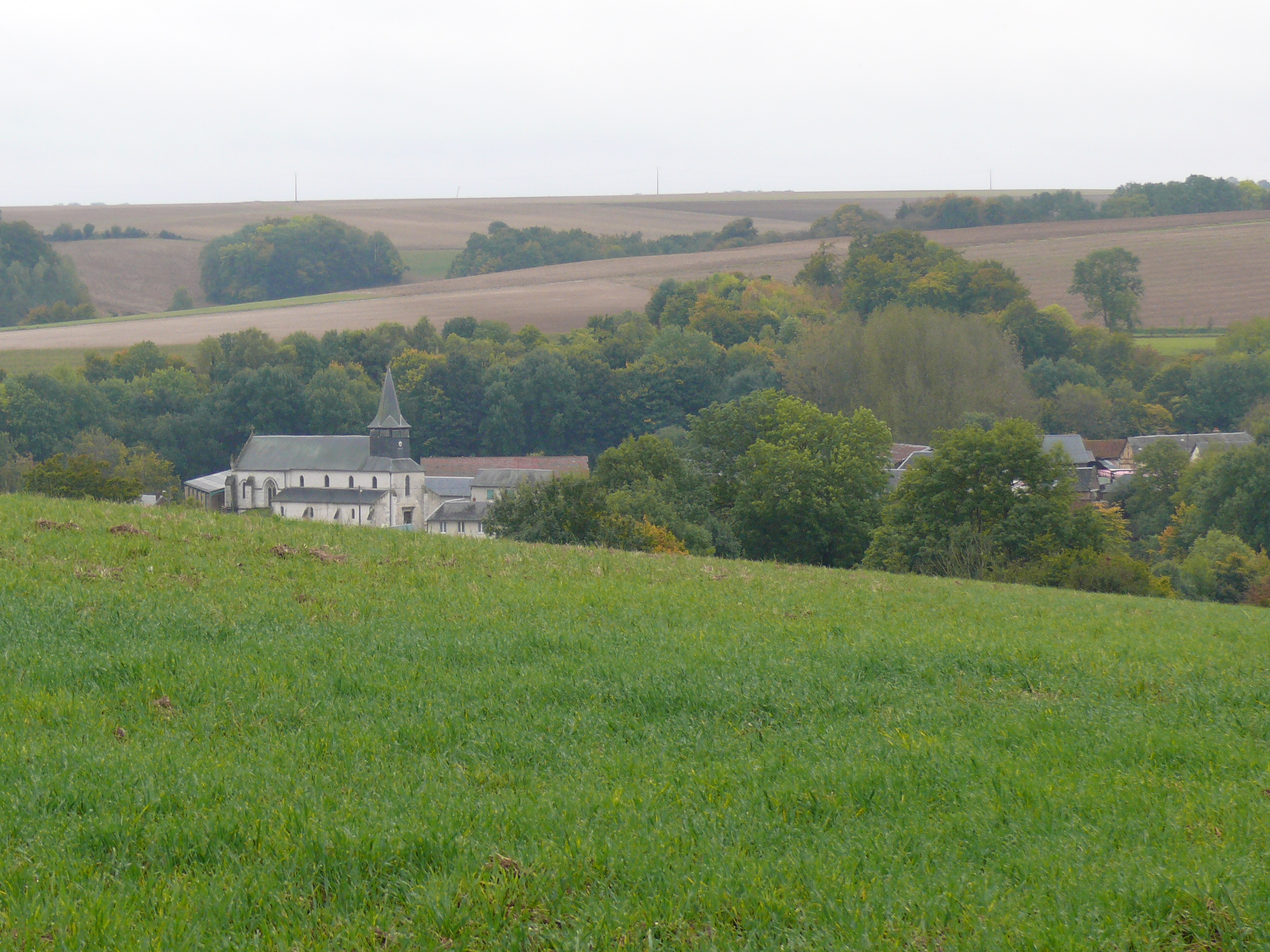
Le village est blotti dans un creux de vallées.
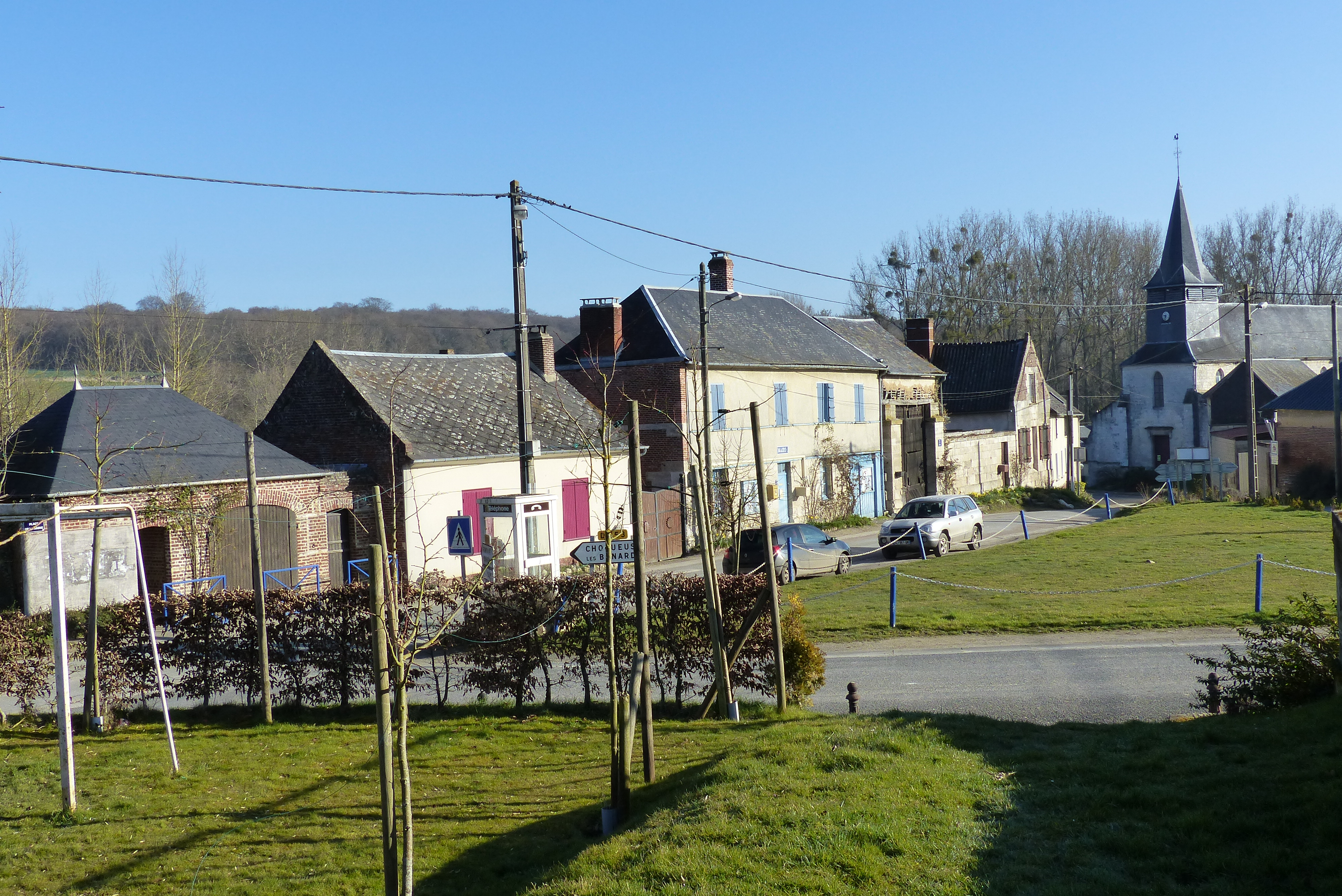
Vue de la place et de l'église, depuis la motte castrale.

### Communes limitrophes
| Le Mesnil-Conteville          | Lavacquerie | Fontaine-Bonneleau |
| Choqueuse-les-Bénards         | Catheux     |                    |
| Hétomesnil Crèvecœur-le-Grand | Le Gallet   | Le Saulchoy        |

### Hydrographie

#### Réseau hydrographique
La commune est située dans le bassin Artois-Picardie. Elle est drainée par la Selle ou Somme.
La Selle, d'une longueur de 39 km, prend sa source dans la commune  et se jette  dans la Somme canalisée à Amiens, après avoir traversé 16 communes.

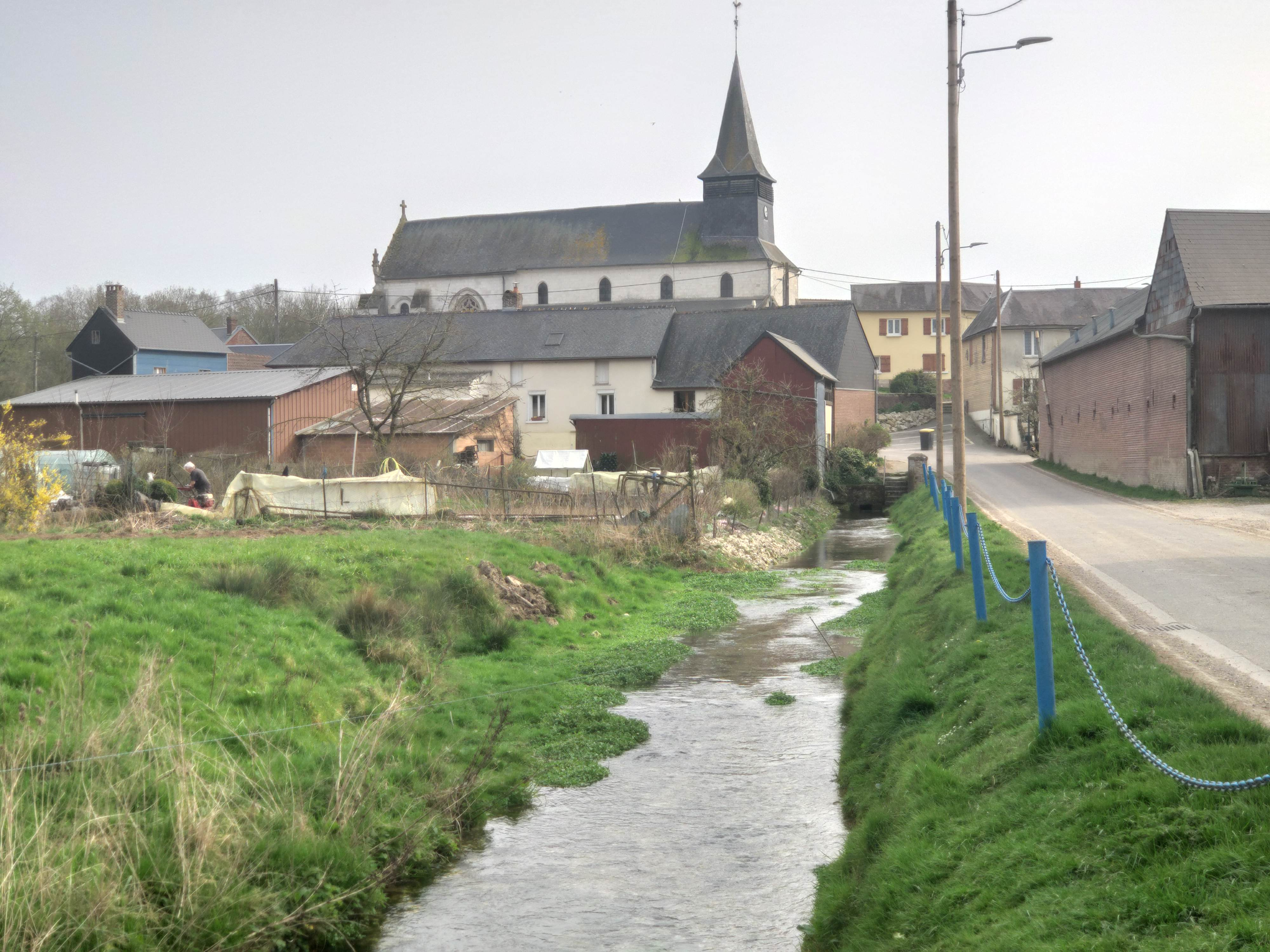
La Celle, la rue de Lavacquerie et l'église Saint-Denis.
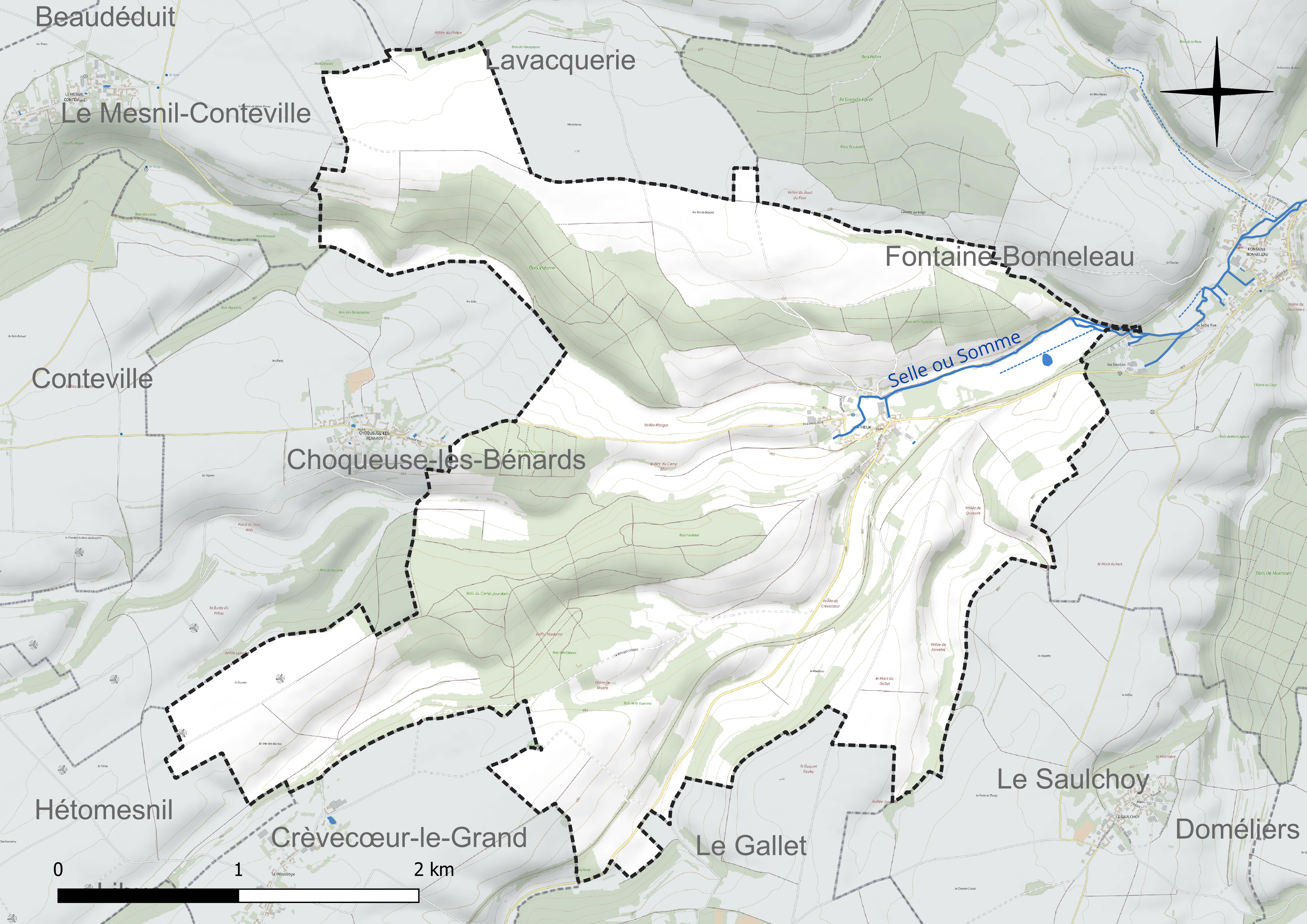
Réseau hydrographique de Catheux.

#### Gestion et qualité des eaux
Le territoire communal est couvert par le schéma d'aménagement et de gestion des eaux (SAGE) « Sensée ». Ce document de planification concerne un territoire de 1 835 km2 de superficie, délimité par le bassin versant de la Somme canalisée. Le périmètre a été arrêté le 29 avril 2010 et le SAGE proprement dit a été approuvé le 6 août 2019. La structure porteuse de l'élaboration et de la mise en œuvre est le syndicat mixte d'aménagement hydraulique du bassin versant de la Somme (AMEVA).
La qualité des cours d'eau peut être consultée sur un site dédié géré par les agences de l'eau et l'Agence française pour la biodiversité.

### Climat
Pour des articles plus généraux, voir Climat des Hauts-de-France et Climat de l'Oise.
En 2010, le climat de la commune est de type climat océanique dégradé des plaines du Centre et du Nord, selon une étude du CNRS s'appuyant sur une série de données couvrant la période 1971-2000. En 2020, Météo-France publie une typologie des climats de la France métropolitaine dans laquelle la commune est exposée à un climat océanique et est dans la région climatique Nord-est du bassin Parisien, caractérisée par un ensoleillement médiocre, une pluviométrie moyenne régulièrement répartie au cours de l'année et un hiver froid (3 °C).
Pour la période 1971-2000, la température annuelle moyenne est de 10,5 °C, avec une amplitude thermique annuelle de 14,4 °C. Le cumul annuel moyen de précipitations est de 747 mm, avec 12 jours de précipitations en janvier et 8,1 jours en juillet. Pour la période 1991-2020, la température moyenne annuelle observée sur la station météorologique la plus proche, située sur la commune de Rouvroy-les-Merles à 17 km à vol d'oiseau, est de 10,7 °C et le cumul annuel moyen de précipitations est de 647,9 mm,. Pour l'avenir, les paramètres climatiques de la commune estimés pour 2050 selon différents scénarios d'émission de gaz à effet de serre sont consultables sur un site dédié publié par Météo-France en novembre 2022.

## Urbanisme

### Typologie
Au 1er janvier 2024, Catheux est catégorisée commune rurale à habitat dispersé, selon la nouvelle grille communale de densité à sept niveaux définie par l'Insee en 2022.
Elle est située hors unité urbaine. Par ailleurs la commune fait partie de l'aire d'attraction de Beauvais, dont elle est une commune de la couronne,. Cette aire, qui regroupe 162 communes, est catégorisée dans les aires de 50 000 à moins de 200 000 habitants,.

### Occupation des sols
L'occupation des sols de la commune, telle qu'elle ressort de la base de données européenne d'occupation biophysique des sols Corine Land Cover (CLC), est marquée par l'importance des territoires agricoles (73,3 % en 2018), une proportion identique à celle de 1990 (73,3 %). La répartition détaillée en 2018 est la suivante : 
terres arables (55,3 %), forêts (26,7 %), zones agricoles hétérogènes (10,1 %), prairies (7,8 %). L'évolution de l'occupation des sols de la commune et de ses infrastructures peut être observée sur les différentes représentations cartographiques du territoire : la carte de Cassini (XVIIIe siècle), la carte d'état-major (1820-1866) et les cartes ou photos aériennes de l'IGN pour la période actuelle (1950 à aujourd'hui).

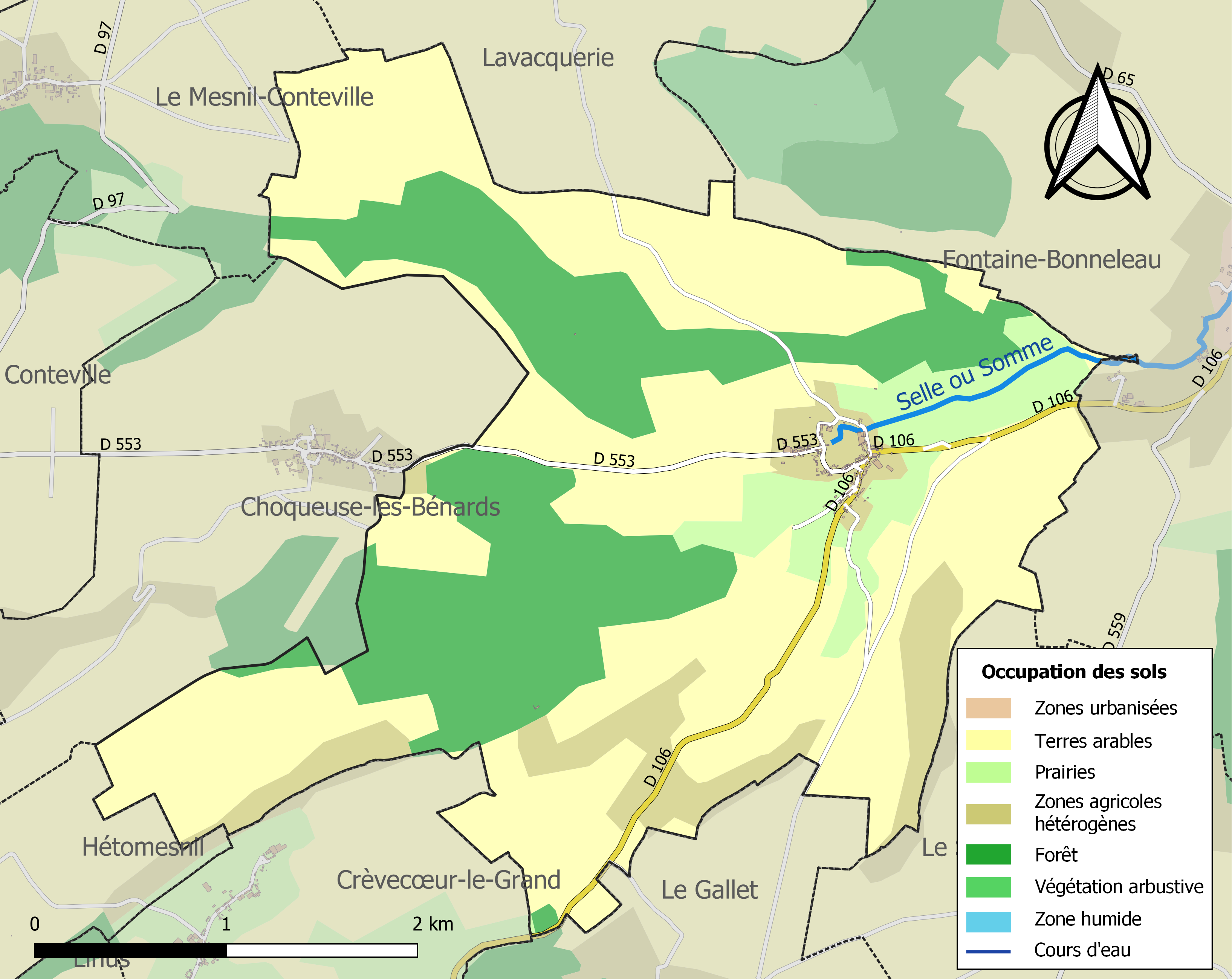
Carte des infrastructures et de l'occupation des sols de la commune en 2018 (CLC).

### Habitat et logement
En 2018, le nombre total de logements dans la commune était de 60, alors qu'il était de 59 en 2013 et de 54 en 2008.
Parmi ces logements, 79,5 % étaient des résidences principales, 12,6 % des résidences secondaires et 7,9 % des logements vacants. Ces logements étaient pour 98,3 % d'entre eux des maisons individuelles et pour 1,7 % des appartements.
Le tableau ci-dessous présente la typologie des logements à Catheux en 2018 en comparaison avec celle de l'Oise et de la France entière. Une caractéristique marquante du parc de logements est ainsi une proportion de résidences secondaires et logements occasionnels (12,6 %) supérieure à celle du département (2,5 %) et à celle de la France entière (9,7 %). Concernant le statut d'occupation de ces logements, 87 % des habitants de la commune sont propriétaires de leur logement (89,4 % en 2013), contre 61,4 % pour l'Oise et 57,5 pour la France entière.
| Typologie                                               | Catheux | Oise | France entière |
| ------------------------------------------------------- | ------- | ---- | -------------- |
| Résidences principales (en %)                           | 79,5    | 90,4 | 82,1           |
| Résidences secondaires et logements occasionnels (en %) | 12,6    | 2,5  | 9,7            |
| Logements vacants (en %)                                | 7,9     | 7,1  | 8,2            |

### Voies de communication et transports
Le village, qui disposait autrefois d'une gare sur la ligne Beauvais - Amiens, est desservi en 2023 par les lignes 616 et 6109 du réseau interurbain de l'Oise et par la ligne 729 du réseau Trans'80. La plate-forme de la voie ferrée a été transformée en chemin de randonnée.
Le Sentier de grande randonnée GR 125 passe dans le cœur du village.

## Toponymie
Le nom de la localité est attesté sous la forme Catheu (1197) ; de Cateia (1201) ; Katheu (1221) ; Kateu (1222) ; Catou (1222) ; ad mensuram de cateu (1238) ; Cateu (1247) ; Catherus (1250) ; castri de Catheu (1251) ; Cateu en Beauvoisis (1359) ; Catheu en Beauvoisiz (1359) ; le chastel de cateu (1374) ; la terre de Catheu (1515) ; le larry de catheu (1544) ; Cateux (XVIe) ; Chatheu (XVIe) ; Catheux (1667).
Toponyme obscur, la forme du XIIe siècle permet d'exclure un pluriel du picard catel cf. le Cateau (Nord, Castellum 1082 - 92). Il s'agit de la forme picarde cathieu « château », du latin castellum. Catheux est une ancienne forteresse aux vastes souterrains.

## Histoire

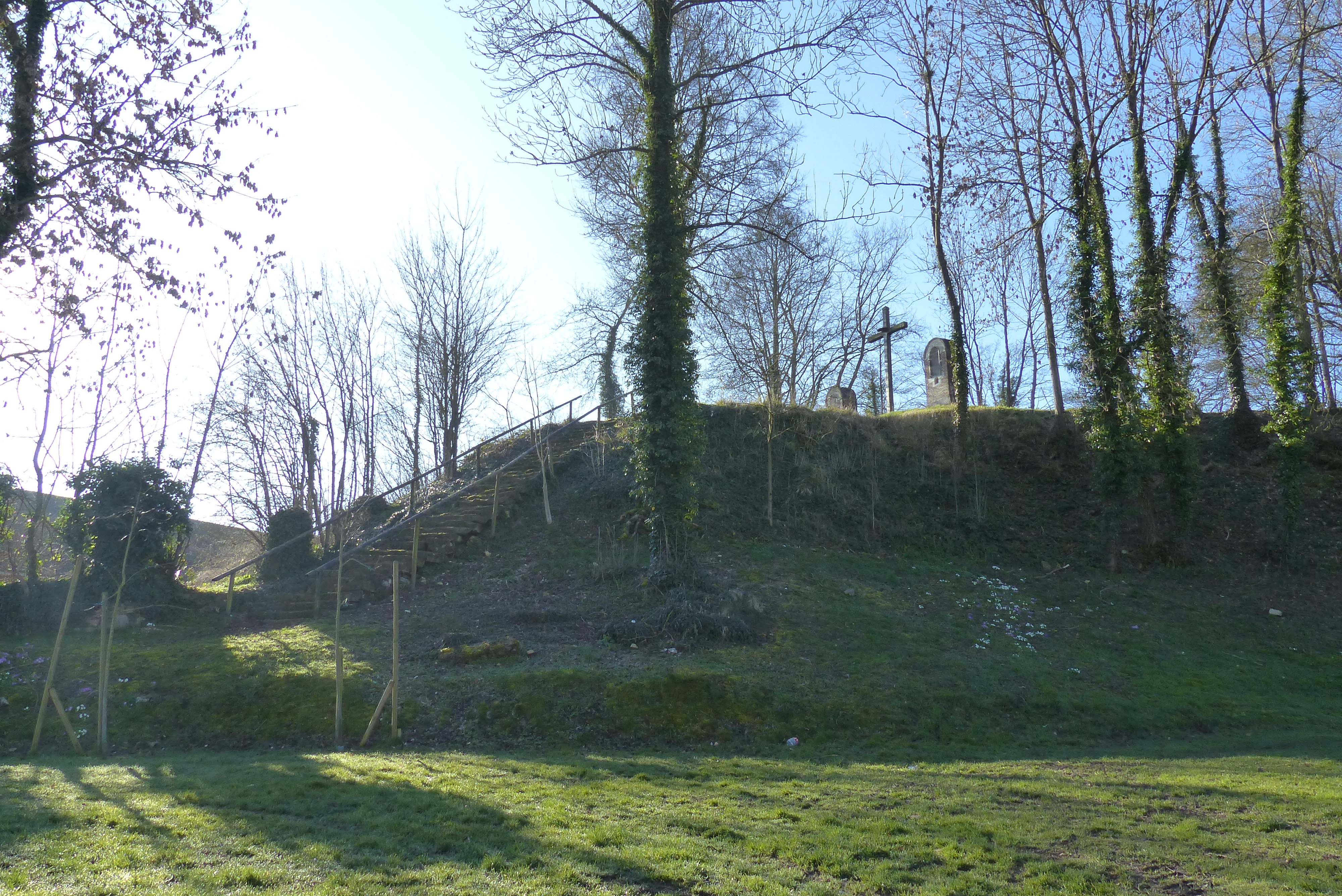
La motte en hiver, vue du nord.
On distingue à son sommet le calvaire construit en 1822.

Des sarcophages mérovingiens ont été découverts au XIXe siècle, lors des travaux d'établissement de la voie ferrée, mais leur localisation précise n'est pas connue.
La motte en éperon, bien visible et surmontée en 1822 d'un calvaire, indique une occupation ancienne, datant vraisemblablement du Néolithique.
L'église serait construite sur un ancien lieu de culte à une source au bord de la Celle, christianisé au XIe siècle[réf. nécessaire].
Le village était une importante châtellenie, relevant du comté de Breteuil citée au début du XIIe siècle, érigée en baronnie au XVIe siècle, annexée au marquisat de Thoix
Catheux est l'un des berceaux de la Grande Jacquerie pendant la guerre de Cent Ans. L'un des chefs, Jean Le Féron était natif de Catheux.
Le château fort a été détruit pendant la jacquerie, et un autre château reconstruit vers 1788 par Jean Baptiste Lesage, bénéficiaire de l'affaire des draps noirs à la mort de Louis XV. Ce château a été démoli en 1827.
En 1836, Louis Graves mentionnait : « on fabrique des étoffes de laine à Catheux. Le sol est trop tourmenté pour qu'il ait beaucoup de bonnes terres à blé; les parties
planes sont couvertes de bois remarquables par leur beauté ».
La commune est desservie de 1876 à 1939 par la gare du Gallet-Catheux, sur la ligne de chemin de fer Beauvais - Amiens, dont l'emprise sert désormais à la Coulée verte.

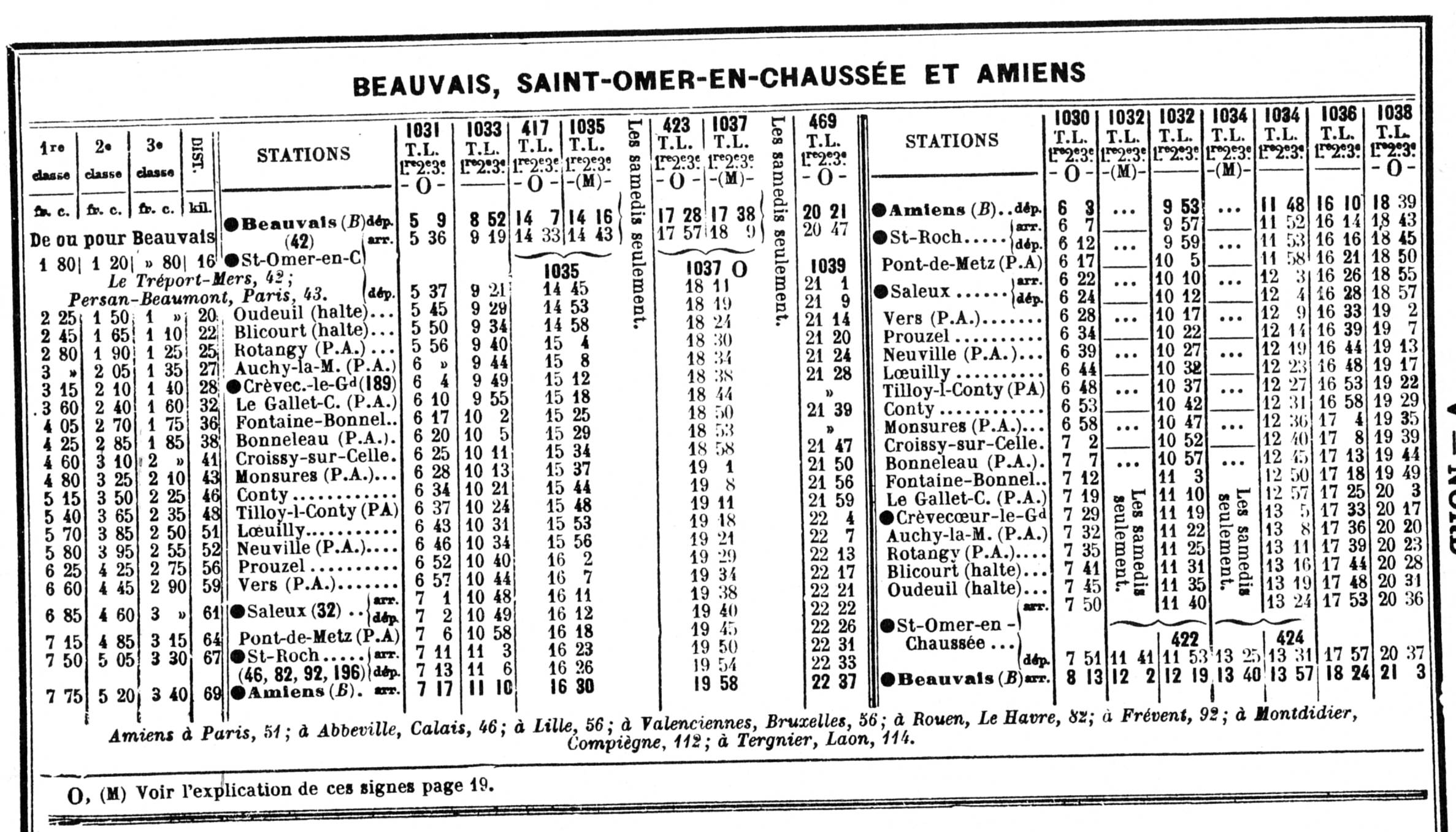
Horaires de la ligne en mai 1914.

En 2002, la commune compte encore quatre exploitations agricoles

### Circonscriptions d'ancien régime
Circonscriptions religieuses sous l'Ancien Régime : 
Paroisse : Saint-Denis •
Doyenné : Conty • 
Archidiaconé : Amiens • 
Diocèse : Amiens.
Circonscriptions administratives sous l'Ancien Régime : 
Intendance (1789) : Amiens • 
Élection (1789) : Amiens • 
Grenier à sel (1789): Grandvilliers • 
Coutume : Montdidier • 
Parlement :  Paris  • 
Bailliage : Beauvais
Prévôté : Prévôté royale du Beauvaisis • 
Gouvernement : Picardie

## Politique et administration

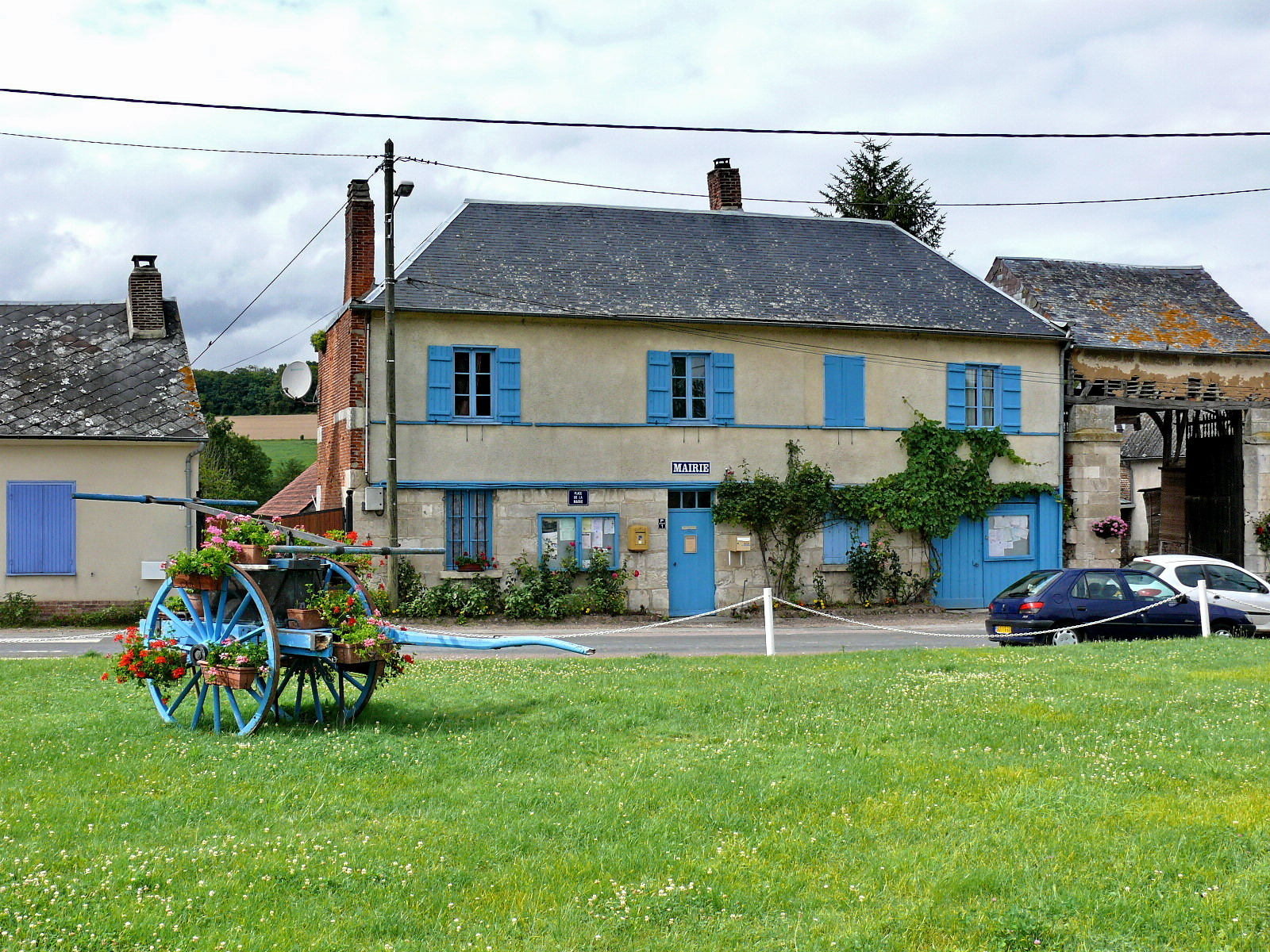
La mairie de Catheux.

### Rattachements administratifs et électoraux
La commune se trouve dans l'arrondissement de Beauvais du département de l'Oise. Pour l'élection des députés, elle fait partie de la première circonscription de l'Oise.
Elle faisait partie depuis 1793 du canton de Crèvecœur-le-Grand. Dans le cadre du redécoupage cantonal de 2014 en France, la commune rejoint le canton de Saint-Just-en-Chaussée.

### Intercommunalité
La commune faisait partie de la communauté de communes de Crèvecœur-le-Grand Pays Picard A16 Haute Vallée de la Celle créée fin 1992.
Dans le cadre des dispositions de la loi portant nouvelle organisation territoriale de la République (Loi NOTRe) du 7 août 2015, qui prévoit que les établissements publics de coopération intercommunale (EPCI) à fiscalité propre doivent avoir un minimum de 15 000 habitants, le préfet de l'Oise a publié en octobre 2015 un projet de nouveau schéma départemental de coopération intercommunale, qui prévoit la fusion de plusieurs intercommunalités, et notamment celle de Crèvecœur-le-Grand (CCC) et celle des Vallées de la Brèche et de la Noye (CCVBN), soit une intercommunalité de 61 communes pour une population totale de 27 196 habitants.
Après avis favorable de la majorité des conseils communautaires et municipaux concernés, cette intercommunalité dénommée communauté de communes de l'Oise picarde et dont la commune est désormais membre, est créée au 1er janvier 2017.

### Tendances politiques et résultats
Lors du second tour de l'élection présidentielle française de 2002, Catheux est la neuvième commune de France à avoir voté le plus pour Jean-Marie Le Pen. Son score dans la commune fut de 58,21 %.

### Liste des maires
| Période                                  | Période                       | Identité                           | Étiquette | Qualité |
| ---------------------------------------- | ----------------------------- | ---------------------------------- | --------- | --- |
| Les données manquantes sont à compléter. |                               |                                    |           | |
|                                          |                               | Charles Pothin Lévêque (1783-1838) |           | Propriétaire du château de Catheux et de Monchy-Saint-Éloi                                                  |
| Les données manquantes sont à compléter. |                               |                                    |           | |
| avant 1962                               |                               | M. Couvreur                        |           | |
| Les données manquantes sont à compléter. |                               |                                    |           | |
| mars 2001                                | En cours (au 22 juillet 2020) | Éric Tribout                       | SE        | Instituteur à Beaudéduit Vice-président de la CC de l'Oise picarde (2017 → ) Réélu pour le mandat 2020-2026 |

## Équipements et services publics

### Enseignement
Les enfants de la commune sont scolarisés avec ceux de Croissy-sur-Celle, Doméliers et de Fontaine-Bonneleau dans le cadre d'un regroupement pédagogique intercommunal. À Croissy, les élèves de grande section de maternelle, CP et CE1 sont accueillis dans la mairie-école, où une salle de cours est aménagée avec un espace informatique, ainsi qu'une salle indépendante pour les activités annexes, un espace réservé aux activités sportives…

## Population et société

### Démographie

#### Évolution démographique
L'évolution du nombre d'habitants est connue à travers les recensements de la population effectués dans la commune depuis 1793. Pour les communes de moins de 10 000 habitants, une enquête de recensement portant sur toute la population est réalisée tous les cinq ans, les populations de référence des années intermédiaires étant quant à elles estimées par interpolation ou extrapolation. Pour la commune, le premier recensement exhaustif entrant dans le cadre du nouveau dispositif a été réalisé en 2005.

En 2022, la commune comptait 101 habitants, en évolution de −8,18 % par rapport à 2016 (Oise : +0,87 %, France hors Mayotte : +2,11 %).
| 1793 | 1800 | 1806 | 1821 | 1831 | 1836 | 1841 | 1846 | 1851 |
| ---- | ---- | ---- | ---- | ---- | ---- | ---- | ---- | ---- |
| 333  | 352  | 383  | 364  | 389  | 382  | 392  | 398  | 380  |

| 1856 | 1861 | 1866 | 1872 | 1876 | 1881 | 1886 | 1891 | 1896 |
| ---- | ---- | ---- | ---- | ---- | ---- | ---- | ---- | ---- |
| 344  | 319  | 302  | 289  | 267  | 250  | 218  | 195  | 178  |

| 1901 | 1906 | 1911 | 1921 | 1926 | 1931 | 1936 | 1946 | 1954 |
| ---- | ---- | ---- | ---- | ---- | ---- | ---- | ---- | ---- |
| 175  | 167  | 166  | 126  | 165  | 138  | 132  | 125  | 129  |

| 1962 | 1968 | 1975 | 1982 | 1990 | 1999 | 2005 | 2006 | 2010 |
| ---- | ---- | ---- | ---- | ---- | ---- | ---- | ---- | ---- |
| 103  | 127  | 95   | 92   | 92   | 114  | 112  | 109  | 115  |

| 2015 | 2020 | 2022 | - | - | - | - | - | - |
| ---- | ---- | ---- | - | - | - | - | - | - |
| 114  | 104  | 101  | - | - | - | - | - | - |

#### Pyramide des âges
La population de la commune est relativement jeune.
En 2018, le taux de personnes d'un âge inférieur à 30 ans s'élève à 33,6 %, soit en dessous de la moyenne départementale (37,3 %). À l'inverse, le taux de personnes d'âge supérieur à 60 ans est de 25,0 % la même année, alors qu'il est de 22,8 % au niveau départemental.
En 2018, la commune comptait 50 hommes pour 57 femmes, soit un taux de 53,27 % de femmes, largement supérieur au taux départemental (51,11 %).
Les pyramides des âges de la commune et du département s'établissent comme suit.
| Hommes | Classe d’âge | Femmes |
| ------ | ------------ | ------ |
| 0,0    | 90 ou +      | 1,8    |
| 2,0    | 75-89 ans    | 7,3    |
| 22,4   | 60-74 ans    | 16,4   |
| 30,6   | 45-59 ans    | 23,6   |
| 14,3   | 30-44 ans    | 14,5   |
| 20,4   | 15-29 ans    | 18,2   |
| 10,2   | 0-14 ans     | 18,2   |

| Hommes | Classe d’âge | Femmes |
| ------ | ------------ | ------ |
| 0,5    | 90 ou +      | 1,4    |
| 5,5    | 75-89 ans    | 7,6    |
| 15,6   | 60-74 ans    | 16,3   |
| 20,8   | 45-59 ans    | 20     |
| 19,4   | 30-44 ans    | 19,4   |
| 17,6   | 15-29 ans    | 16,2   |
| 20,6   | 0-14 ans     | 19,1   |

## Culture locale et patrimoine

### Lieux et monuments

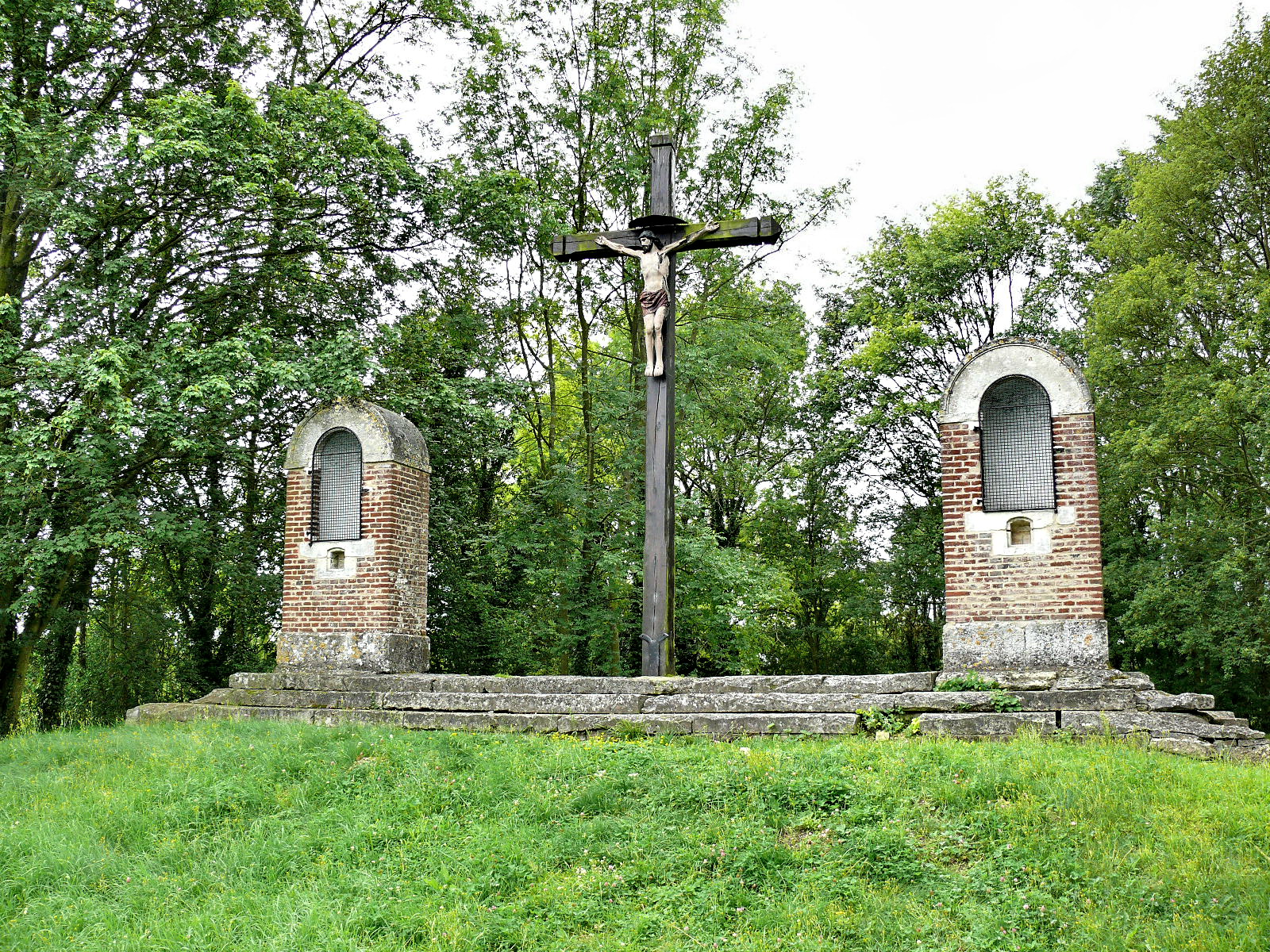
Le calvaire édifié en 1822 au sommet de la motte castrale.

- Motte et fossés d'un château, dit « Vieux Catheux », de 50 m de long sur 26 m de large, sur lequel a été édifié un calvaire.
- Église Saint-Denis, du XIIe siècle, constituée d'une nef basilicale, c'est-à-dire pourvue de bas-côtés, suivie d'un chœur de deux travées inégales terminées par un chevet plat. La nef communique avec les bas-côtés par quatre arcades à ressaut retombant sur des piles cruciformes.
La charpente en forme de carène de bateau a été refaite au XVIe siècle et comporte des  blochets sculptés de têtes humaines.

Ce bâtiment est un spécimen rare dans l'Oise d'église romane, complète en ses volumes, avec une tentative de réalisation des premières voûtes d'ogives dans le chœur,.

L'église Saint-Denis
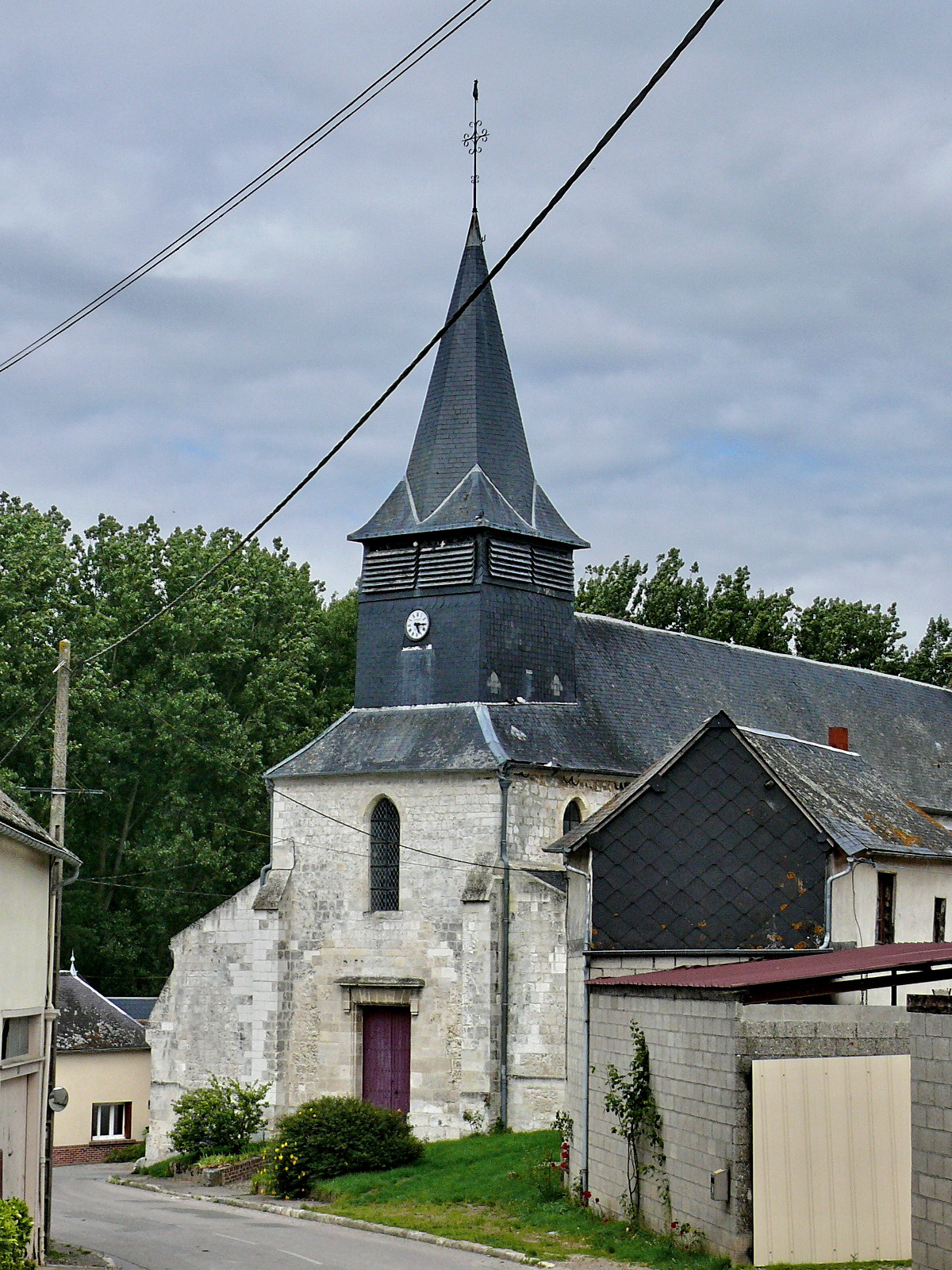
Façade de l'église.
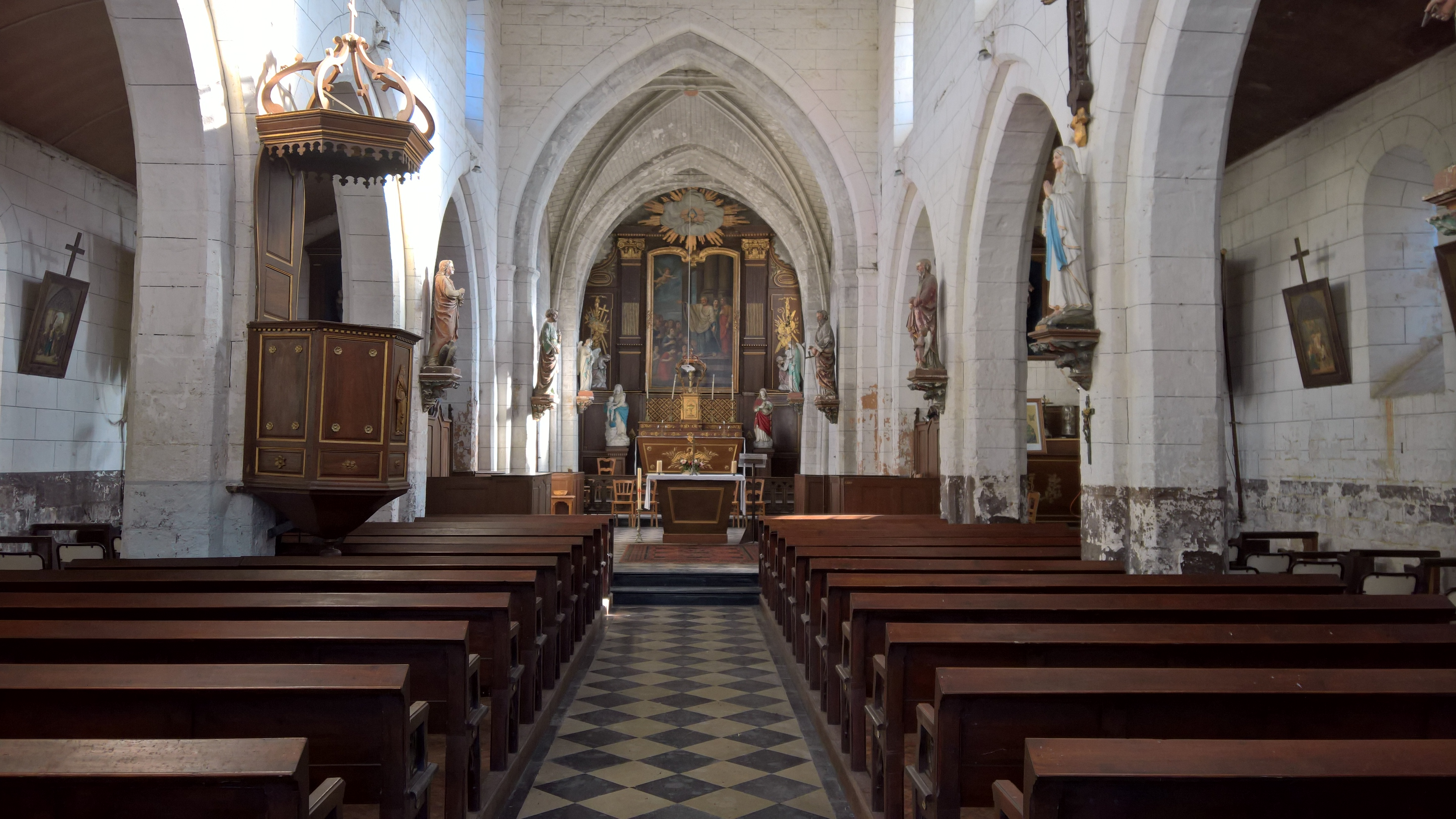
La nef.
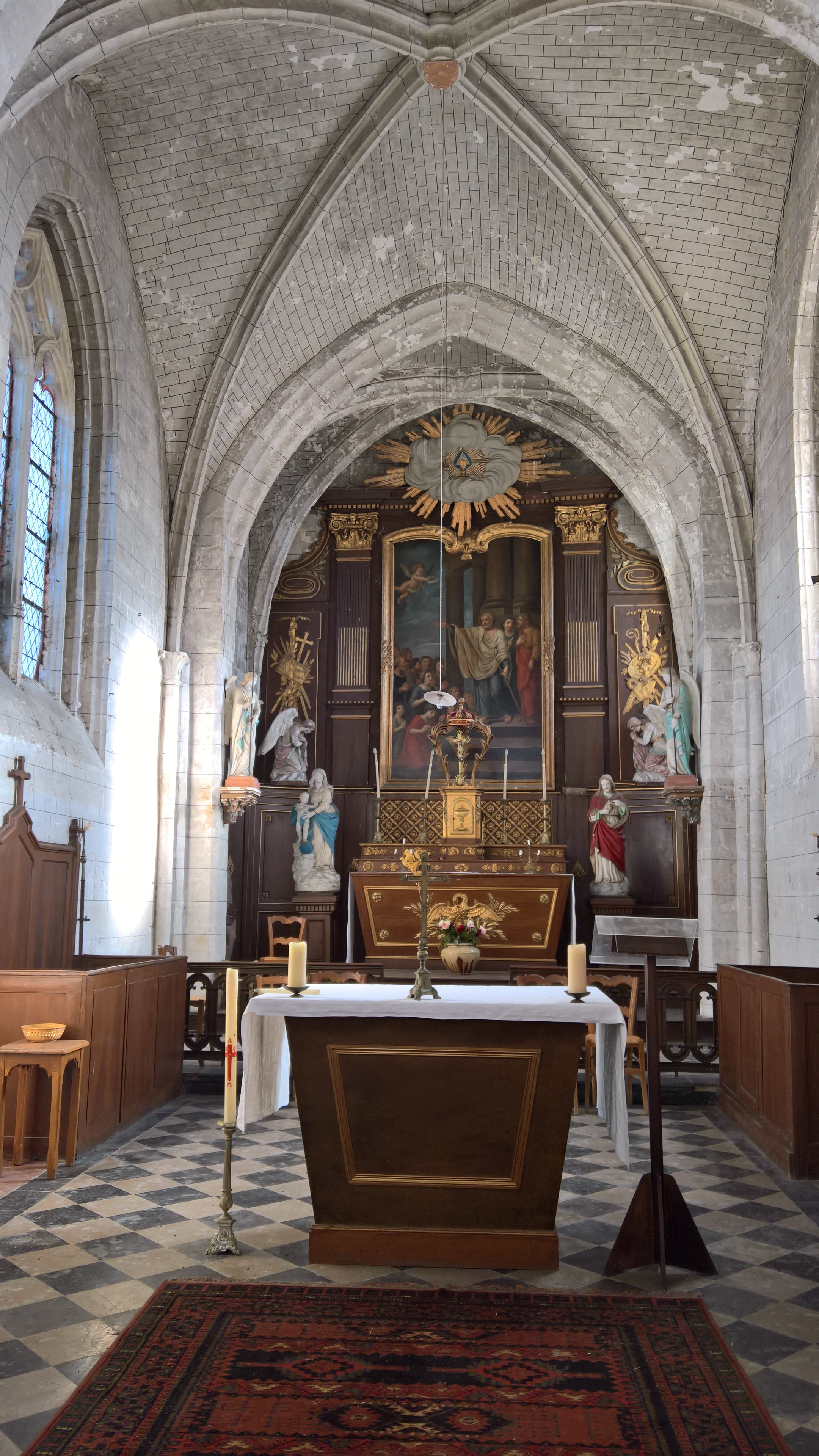
La croisée d'ogives et l'autel richement décoré.

- Chapelle Notre-Dame-des-Sept-Douleurs, à l'entrée du village sur la route de Crèvecœur-le-Grand.
- La coulée verte, chemin de promenade aménagé sur l'emprise de l'ancienne ligne Beauvais - Amiens.
- Il existerait des muches.
- Une ZNIEFF protège la vallée du Multru, petite vallée sèche orientée ouest-est, confluante de la Selle, entre Cempuis et Catheux[39].

### Personnalités liées à la commune
- Jean Le Féron (Le Fretton), l'un des capitaines de la Grande Jacquerie, était natif de Catheux.
- Baudot de Noyelles (-1461), seigneur de Noyelles-Vion, de Catheux et de Thilloloy, fut fait chevalier de la Toison d'Or en 1433 (brevet no 33).